# Темнополосая зубатая барабуля
Темнополосая зубатая барабуля, или темнополосая барабулька (лат. Parupeneus barberinus), — вид  лучепёрых рыб из семейства барабулевых (Mullidae). Максимальная длина тела 60 см. Широко распространены в Индо-Тихоокеанской области.

## Описание
Тело удлинённое, несколько сжато с боков. Высота тела укладывается 3,3—3,7 раза в стандартную длину тела. Рыло длинное, его длина укладывается 1,5—2,1 раза в длину головы; верхний профиль прямой. Рот маленький, верхняя челюсть доходит только до вертикали, проходящей на уровне половины расстояния до начала глаза. Зубы на обеих челюстях расположены в один ряд, редко сидящие, конической формы. На первой жаберной дуге 26—32 жаберных тычинок. Глаза маленькие. В боковой линии 27—28 чешуй. Два подбородочных усика, длина которых меньше длины головы и равна длине рыла плюс диаметр глаза.
В первом спинном плавнике 8 жёстких лучей, первая колючка очень короткая; а во втором спинном плавнике один колючий и 8 мягких лучей. В анальном плавнике 1 колючий и 7 мягких лучей. Последний луч во втором спинном и анальном плавниках равен по длине или немного длиннее предпоследнего луча. В грудных плавниках 16—18 мягких лучей, наичаще 17. Хвостовой плавник раздвоенный
.
Тело беловатое. От верхней губы через глаз и вдоль спины до задней части второго спинного плавника проходит полоса чёрного или тёмно-коричневого цвета. Тело над полосой жёлтое или жёлтовато-серое. Края чешуй сероватые или красновато-коричневые. В середине хвостового стебля расположено крупное (больше диаметра глаза) круглое пятно чёрного цвета. От глаз идут перемежающиеся диагональные полоски бледно-голубого и коричневато-жёлтого цвета. На щеках 1 или 2 параллельные голубые линии. У особей, обитающих на большей глубине, тело красноватое; полоса, идущая вдоль тела, и пятно на хвостовом стебле могут быть красного цвета.
Максимальная длина тела 60 см, обычно до 30 см.

## Биология
Морские придонные рыбы. Обитают в прибрежных водах вблизи коралловых и скалистых рифов. Встречаются на глубине до 100 м. Взрослые особи ведут одиночный образ жизни или образуют небольшие группы. Молодь обычно встречается небольшими стайками среди зарослей подводной растительности.
Охотятся над песчаными и каменистыми грунтами. Используют свои подбородочные усики для обнаружения добычи. Часто извлекают жертв из песка, чуть ли не закапываясь в него. В состав рациона входят донные беспозвоночные, такие как крабы, креветки, полихеты, сипункулиды, плеченогие, гастроподы, изоподы; изредка в желудках встречаются мелкие рыбы.
Основной нерестовый сезон в заливе Акаба продолжается с мая до августа у самок и с мая до июня для самцов.

## Ареал
Темнополосая зубатая барабуля — наиболее многочисленный вид в роде зубатых барабуль. Широко распространена в тропических и субтропических водах Индо-Тихоокеанского региона. Ареал простирается от Красного моря и Аденского залива вдоль побережья восточной Африки до юга ЮАР. На восток доходит до островов Микронезии и Туамоту. Не обнаружена у Гавайских островов. В западной части Тихого океана встречается от юга Японии до Новой Каледонии и Нового Южного Уэльса.

## Хозяйственное значение
Темнополосая зубатая барабуля является объектом местного кустарного промысла на всём протяжении ареала.